# La Trois
La Trois is het derde tv-kanaal van de Franse Gemeenschap van België. Het is onderdeel van de RTBF. Het grootste deel van de zendtijd richt het zich tot kinderen en jongeren.

## Geschiedenis
La Trois is een afgeleide kopie van de satellietzender RTBF Sat gericht op België. RTBF Sat is gericht op Belgen die in het buitenland wonen. Deze zender werd officieel gelanceerd op 30 november 2007 samen met de lancering van DVB-T in de Franse Gemeenschap.

## Programma’s
De programmatie van de zender was identiek aan die van RTBF Sat. Op 15 februari 2010 werd RTBF Sat opgedoekt, maar de programmatie van La Trois blijft hetzelfde. In september 2010 heeft de zender een eigen programmatie gekregen. Zo is het kinderaanbod van de RTBF onder de noemer OufTivi, alleen via La Trois te zien. Vroeger was dit op La Deux. Nieuwe films en series worden in originele versie uitgezonden. Dit in contrast met La Une en La Deux waar deze gedubd worden. De zender is ook reclamevrij.

## Logo's

Van 30 november 2007 tot 16 december 2011 en sinds september 2014
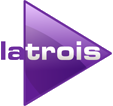
Van 16 december 2011 tot september 2014
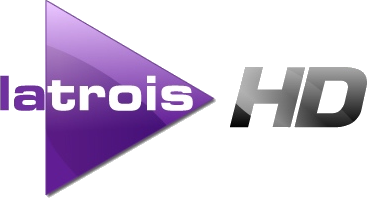
HD logo La Trois